# Бенакасон
Бенакасон (ісп. Benacazón) — муніципалітет в Іспанії, у складі автономної спільноти Андалусія, у провінції Севілья. Населення — 6726 осіб (2010).
Муніципалітет розташований на відстані близько 400 км на південний захід від Мадрида, 17 км на захід від Севільї.
На території муніципалітету розташовані такі населені пункти: (дані про населення за 2010 рік)
- Бенакасон: 6720 осіб
- Кастільєха-де-Талара: 1 особа
- Хело: 5 осіб

## Демографія
Динаміка населення (INE ):

## Галерея зображень

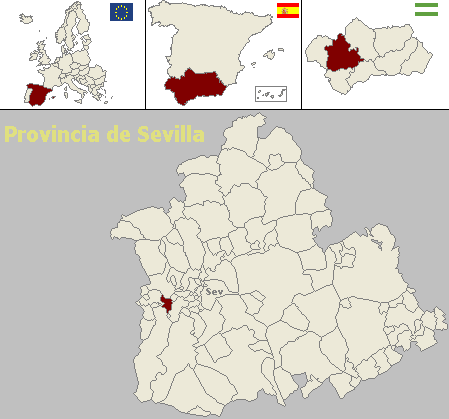
Розташування муніципалітету Бенакасон у провінції Севілья